# Rumour Has It (Adele)
Rumour Has It è un singolo della cantautrice britannica Adele, pubblicato il 9 marzo 2012 come quinto estratto dal secondo album in studio 21.

## Descrizione
Rumour Has It è stato firmato dalla stessa Adele in collaborazione con Ryan Tedder, il frontman del gruppo OneRepublic. Dopo essere stata certificata disco d'oro grazie alle vendite totalizzate come singola traccia dall'album, la canzone è stata ufficialmente pubblicata come singolo negli Stati Uniti nel corso del marzo 2012, ed ha in seguito raggiunto la certificazione di disco di platino. In Italia il singolo è entrato in rotazione radiofonica il 9 marzo 2012.

## Tracce
Download digitale
1. Rumour Has It – 3:43 (Adele Adkins, Ryan Tedder)

## Classifiche
| Classifica (2012) | Posizione massima |
| ----------------- | ----------------- |
| Australia         | 69                |
| Austria           | 26                |
| Belgio (Fiandre)  | 46                |
| Belgio (Vallonia) | 59                |
| Canada            | 16                |
| Francia           | 172               |
| Paesi Bassi       | 21                |
| Regno Unito       | 85                |
| Stati Uniti       | 16                |
| Ungheria          | 36                |

### Classifiche di fine anno
| Classifica (2012) | Posizione |
| ----------------- | --------- |
| Canada            | 59        |
| Stati Uniti       | 64        |